# Ботулотоксин
Ботулотокси́н (ботулини́ческий токси́н, токси́н ботули́зма) — белок-нейротоксин, вырабатываемый бактериями Clostridium botulinum. Сильнейший органический яд из известных науке органических токсинов и одно из самых ядовитых веществ в целом, по токсичности уступает только короткоживущим альфа-излучающим радионуклидам — актинию-225 и астату. Попадание ботулотоксина в пищеварительную систему организма вызывает тяжёлое токсическое поражение — ботулизм, который в естественных условиях встречается у людей, лошадей, птиц, реже — крупного рогатого скота, пушных зверей.
Ботулотоксин по серовару возбудителя делят на типы A, B, C1, C2, D, E, F, G, H из них наиболее часто встречается тип А. Полулетальная доза у различных сероваров в среднем составляет около 1 нг/кг массы.

## Токсичность
Ботулотоксин является одним из самых сложных белков, синтезируемых живым организмом. Его масса составляет около 150 тысяч атомных единиц масс, что в три раза превосходит типичный размер белковой цепи, немногие белки (например, титин) превышают этот размер.
Наиболее близким к ботулотоксину ядом как по структуре, так и по силе является тетаноспазмин. Он вырабатывается другим видом клостридий — Clostridium tetani, возбудителем столбняка. Тем не менее он уступает ботулотоксину в ядовитости и имеет меньшую молекулярную массу — 140 тысяч а. е. м.

## Воздействие на организм

Действие ботулотоксина на организм

Clostridium botulinum, будучи облигатными анаэробами, способны размножаться только в условиях полного отсутствия кислорода. Как правило, это консервированные и колбасные изделия (особенно консервированные жареные грибы и заготовленные большими кусками мясо и рыба с повреждениями на поверхности). Вырабатываемый бактериями при размножении экзотоксин попадает в организм вместе с пищей, всасываясь в желудочно-кишечном тракте и воздействуя при этом на нервную систему, вызывает нарушения в работе черепных нервов, скелетной мускулатуры, нервных центров сердца. Характерны глазная симптоматика (туман, мушки перед глазами, мидриаз и анизокория зрачков, косоглазие), позднее присоединяются бульбарные симптомы (нарушение речи и глотания, маскообразное лицо). Смерть наступает от гипоксии, вызванной нарушением обменных процессов кислорода, асфиксией дыхательных путей, параличом дыхательной мускулатуры и сердечной мышцы.

## Физико-химические показатели
Ботулотоксин не имеет вкуса, цвета и запаха (изредка поражённый продукт приобретает запах прогорклого масла). Разрушается при кипячении в течение 25—30 минут, при автоклавировании в течение 10 мин при температуре 120 °C, при замачивании в растворе 1 % пищевой соды в течение часа. Токсин не разрушается при взаимодействии с пепсином и с соляной кислотой желудочного сока.

## Применение в медицине
Интерес к ботулотоксину как возможному лекарственному средству появился в начале XX века. Во время Второй мировой войны было проведено всестороннее изучение токсина на предмет использования в качестве биологического оружия. Эти исследования положили основу для получения высокоочищенного кристаллического ботулотоксина типа А.
Первым в медицинской практике ботулотоксин в конце 70-х годов применил американский офтальмолог Алан Скотт. Он вводил очищенный токсин в микродозах в орбитальную мышцу глаза для лечения блефароспазма. Им также было исследовано влияние токсина на нистагм, гемифациальный спазм, спастическую кривошею и спастические болезни ног.
В современной практике препараты на основе ботулотоксина (Ботокс, Релатокс, Ксеомин, BTXA, Диспорт, Нейронокс) используются для лечения гиперактивности поперечно-полосатой мускулатуры и мышц сфинктеров, гиперфункции экзокринных желёз, различных болевых синдромов спастического характера, а также в качестве профилактической терапии хронической мигрени. В косметологии токсин применяется для разглаживания мимических морщин.

## Боевое применение ботулотоксина
В XX веке при подготовке к химической и бактериологической войне разрабатывались методы производства токсина ботулизма для военных и диверсионных целей. В США во время Второй мировой войны ботулотоксин рассматривался как перспективное биологическое оружие. В военных центрах США, Англии и Канады рассматривался именно ботулотоксин типа А, который наиболее опасен для человека. Существует версия, что ботулотоксин был применён при убийстве Рейнхарда Гейдриха бойцами чехословацкого сопротивления, которых подготовили британские спецслужбы. В 1971 году Генеральная ассамблея ООН одобрила конвенцию о запрете разработки, производства и накопления запасов токсического оружия и об их уничтожении. Участниками конвенции (1985 г.) является 101 государство.
В результате многолетних исследований в 1975 году ботулотоксин типа А был принят на вооружение армии США под шифром XR, запасы которого хранятся в арсенале Пайн-Блафф в штате Арканзас. Токсичность при ингаляции для человека LDт50 20 нг·мин/л для сухого XR и 100 нг·мин/л — для его рецептур. Летальный исход может наступить в течение трёх суток. В воздухе аэрозоль эффективен, как биооружие, в течение 12 ч. Дегазировать XR можно только с помощью водных растворов активного хлора 100—350 мг/л, например 0,1—0,2 % растворами хлораминов или гипохлоритов. Особенно легко дезактивируют XR растворы формальдегида (токсичность снижается в 100 раз в течение минуты).
Наиболее опасно для популяции биологическое оружие в виде аэрозоля, так как токсин хорошо всасывается со слизистых оболочек глаз и верхних дыхательных путей. Защита от аэрозоля XR надёжно обеспечивается противогазами и респираторами.

## Применение ботулотоксина в эстетической медицине
Технологии коррекции различных эстетических недостатков с помощью препаратов ботулотоксина имеют свои особенности. В настоящее время выделяют 5 основных стратегических направлений в эстетической ботулинотерапии в области лица и шеи.

##### Ослабление мышечного тонуса всей мышцы или отдельных её порций
Динамические морщины, которые образуются в результате сокращения определённых мышц лица, распрямляются, когда мышцы расслаблены и не сокращаются. Если в начале продвижения данного метода омоложения специалисты стремились получить полный блок мышечной активности, то в последние годы врачи и пациенты предпочитают более естественный результат. Ни один человек не имеет абсолютно симметричного лица. В большинстве случаев асимметрия не значительна. Когда же асимметрия выражена настолько (например в случае гипертонуса мышц одной половины лица), что становится эстетическим недостатком, инъекции ботулотоксина позволяют временно устранить или уменьшить данную проблему. Такого рода коррекция БТА (ботулотоксином) широко используется в эстетической неврологии после пареза лицевого нерва.

##### Профилактика образования морщин
Если статические морщины ещё не появились, а динамические морщины выражены во время экспрессии, то с помощью БТА можно отстрочить их появление (например, морщины курильщика, морщины нижней трети лица и шеи). С целью профилактики образования «гусиных лапок» этот метод рекомендуют пациентам в возрасте от 20 лет. Кроме того, применение ботулотоксина в отдельных зонах может способствовать угасанию неправильной мимики и формированию нового мимического паттерна (например, введение ботулотоксина в область межбровья может «разучить» пациента привычно хмуриться)

##### Восстановление баланса между мышцами-агонистами и антагонистами
Активность большинства лицевых мышц четко сбалансирована, и от этого баланса зависит положение определённых частей лица: например, позиция и форма бровей зависят от состояния лобных мимических мышц (поднимают бровь) и круговых мышц (опускают бровь). Мы можем применить то же правило к овалу лица, контур которого определяется мышцами-леваторами (скуловые мышцы, мышцы, поднимающие верхнюю губу) и депрессорами (мышцы, опускающие угол рта и нижней губы, платизма). Ослабляя мышцы-депрессоры, мы тем самым облегчаем работу леваторов, добиваясь изменения контуров лица.

##### Изменение объёмов и пропорций лица
Денервация мышцы, даже частичная, приводит не только к ослаблению её сократимости, но и к уменьшению объёма. Наиболее это заметно при введении БТА в жевательные мышцы в случае их гипертрофии. В подобном случае после введения БТА лицо в нижней трети становится уже, что гармонизирует его пропорции. Этот метод особенно популярен в Корее и Китае, среди женщин, которые стремятся к европейским «пропорциям красоты» лица.

##### Разглаживание рельефа кожи
Поверхностное внутрикожное введение микродоз не приводит к значимому ослаблению тонуса подлежащих мышц, но позволяет воздействовать на отдельные поверхностные мышечные волокна, вплетающиеся в кожу.

#### Прекращение работыэккриновыхжелез (лечениегипергидроза)
За последнее десятилетие внутрикожное введение ботулотоксина стало наиболее популярным и эффективным средством борьбы с локальным гипергидрозом. При внутрикожном введении ботулотоксин блокирует высвобождение ацетилхолина из пресинаптической мембраны холинергического нервного окончания, что вызывает денервацию потовых желез, и они временно перестают функционировать.

#### Модуляция процессов заживления и перестройка рубцевой ткани
Применение ботулотоксина при лечении рубцов и ведении ран появилось в начале 2000-х гг. Пластические хирурги обнаружили, что введение БТА на стадии заживления ран приводит к более быстрому и аккуратному рубцеванию. Считается, что одной из причин образования рубцов является деятельность локальных мышц, которые в первые 2 — 4 месяцев заживления раны тянут её края в разные стороны. Введение ботулотоксина способно временно ослабить окружающие рану мышцы, снизив, таким образом, её подвижность (Gassner H.G., et al., 2006).